# Аутілья-дель-Піно
Аутілья-дель-Піно (ісп. Autilla del Pino) — муніципалітет в Іспанії, у складі автономної спільноти Кастилія-і-Леон, у провінції Паленсія. Населення — 237 осіб (2010).
Муніципалітет розташований на відстані близько 190 км на північний захід від Мадрида, 9 км на південний захід від Паленсії.

## Демографія
Динаміка населення (INE ):